# 서대순 (1805년)
서대순(徐戴淳, 1805년 ~ 1871년)은 조선 후기의 문신, 정치인으로 과거에 급제한 후 이조참의, 검교홍문관부제학, 황해도관찰사, 홍문관부제학, 이조참판 등을 역임하였다. 그 뒤 형조판서, 한성부판윤, 사헌부대사헌, 예조판서, 평안도관찰사, 병조판서, 의금부 판사 등을 거쳐 고종 초에는 형조판서와 판의금부사 등을 두루 역임하였다. 서광범의 할아버지이고 서재필, 서재창의 삼종증조부가 된다. 본관 대구, 자는 원후(元厚), 호는 향파(鄕坡)이다. 시호는 효헌(孝憲)이다.

## 생애
달성부원군 서종제의 후손으로 증조부는 서신수이고, 할아버지는 예조판서 서유녕(徐有寧)이다. 배천군수(白川郡守) 서응보(徐應輔)의 셋째 아들로 태어났으나, 아들이 없던 큰아버지 의정부영의정 서용보(徐龍輔)에게 양자로 입양되었다. 당색으로는 노론이었다.
1827년 증광별시 문과에 병과로 급제, 홍문관문록(弘文館文錄)과 도당록(都堂錄)에 올랐다. 1828년 별겸춘추(別兼春秋)가 되고 그 해 5월, 그 해의 한권(翰圈)과 효명세자가 친히 시험한 한림 소시(翰林召試)에 선발되었다. 검교 규장각대교, 1836년 3월에는 원릉 작헌례 때의 대축관(大祝官)으로 참여하여 3월 14일 작헌례 직후 가자되었다.
1841년(헌종 7) 12월에 성균관대사성, 1843년 2월 이조참의를 거쳐 5월 다시 이조참의에 임명되었으며, 1846년 7월에는 임금이 춘당대에서 친히 낸 과제에 우승하여 직부 전시(直赴殿試)의 자격이 주어지기도 했다. 1848년 승지를 거쳐 1849년 2월 5일 황해도관찰사로 부임하였다. 1853년(철종 4) 홍문관부제학, 그해 4월 5일 다시 홍문관 부제학이 되었다. 이듬해 승지로 영희전(永禧殿) 작헌례(酌獻禮)에 참여한 공로로 1854년 2월 상을 받았다. 1854년 7월 이조참판, 11월 한성부우윤을 지내고 1855년 1월 좌윤(左尹), 형조판서를 거쳐 원소 도감 당상(園所都監堂上), 지돈녕부사를 역임하고 그해 11월 한성부판윤에 올랐다.
1856년 사헌부대사헌이 되었다. 그해 2월 의정부 좌참찬(議政府左參贊), 3월 형조 판서를 거쳐 7월 다시 사헌부 대사헌이 되고 1857년 3월 예조판서, 4월 다시 한성부 판윤이 되었다가 1858년 6월 사헌부 대사헌을 거쳐 1859년 1월 평안도관찰사로 부임하였다. 1860년 5월 다시 한성부 판윤이 되었다가, 그해 10월 다시 사헌부 대사헌이 되고, 그해 11월 철종의 사촌인 경평군(慶平君) 이세보의 발언을 문제삼아 탄핵하고 문외출송시켰다. 1861년 2월 다시 한성부 판윤이 되었다가 3월 형조판서, 11월 예조판서가 되었다. 1862년 1월 초부터 철종이 각 왕릉에 친제를 다닐 때 종묘제조 겸 추상존호도감제조를 겸임하여 수행한 공로로 1월 10일 종1품으로 가자(加資)되고, 1월 28일 판의금부사(判義禁府事)에 올랐다. 1862년 다시 의금부 판사를 거쳐 그해 6월 행 상호군이 되고 11월 다시 판의금부사가 되었다. 1863년 4월 다시 판의금부사에 임명되었다가 그해 11월 병조판서가 되었다. 1863년 3월 경상도관찰사로 부임하였다.
1864년 1월 병조판서가 되었다. 그해 1월 25일 상호군으로 전임되었다가 다시 병조판서가 되었다. 1864년 3월 비변사의 유사당상이 되고 곧 오위도총부 도총관을 겸하였다. 1864년 5월 판의금부사, 6월 지중추부사를 거쳐 다시 판의금부사가 되었으며 여러번 의금부 판사에 재임명된 뒤, 병조판서를 지내는 등 내외 요직을 두루 거쳤다. 8월 행 상호군, 10월 비변사 당상이 되었다. 그해 11월 4일에는 대궐에 입궐했다가 숙배를 하지 않고 나갔다 하여 김병륙의 탄핵을 받기도 했다. 1865년 4월 행 상호군이 되었으며 정부 당상으로 조정에 출입하였다. 그해 12월 형조판서, 1866년 2월 행 상호군으로 전임되어 대왕대비전 옥책문 서사관, 2월 가례도감 제조에 겸임 임명되었다. 1866년 3월 가례도감 도제조 이하 관원들을 포상할 때 가자되어 숭록대부가 되었다. 3월 27일 분내의원 제조에 임명되고, 그해 9월 9일 대호군이 되었다. 그는 문장이 뛰어나고 청백리로 이름이 높았다.
1867년 1월 오위도총부 도총관, 3월 8일 유도대장, 1868년 1월 행 상호군, 7월 검교 부제학, 1869년 6월 판의금부사에 다시 임명되고, 7월 1일 행 상호군이 되어 영녕전 헌관으로 차출되었다. 그 해 8월 5일 겸임 경모궁 헌관을 거쳐 12월 21일 활인서 제조, 그해 말 예조판서가 되었다가 1870년 1월 다시 판의금부사에 임명되었다. 1월 2일부터는 영녕전 헌관이 되었으며, 2월 6일 다시 판의금부사에 임명되고, 3월 분내의원제조, 8월 검교 부제학이 되었다. 1876년 효헌(孝憲)의 시호가 추서되었다.

## 사후
그가 죽고 부인 홍씨는 1개월간 단식하다가 서대순이 사망한지 1개월 만에 사망하였다.

## 가족 관계
- 할아버지 : 서유녕(徐有寧)
  - 친아버지 : 서응보(徐應輔)
  - 친어머니 : 경주 김씨
  - 양아버지 : 서용보(徐龍輔) - 중부이자 양부
  - 양어머니 : 박지원(朴志源)의 딸
    - 부인 : 홍기주(洪耆周)의 딸
      - 아들 : 서상익(徐相翊)
      - 자부 : 반남 박씨
        - 손자 : 서광범(徐光範)

## 같이 보기
- 서광범
- 서재필